# 摩寧頓郡政府
摩寧頓郡（英語：Shire of Mornington）是澳大利亞昆士蘭州西北部的地方政府；此郡行政權擴及卡奔塔利亞灣內的摩寧頓島等列嶼。
根據2001年人口調查，郡內人口有934人，行政中心設立於古努那鎮；其中88.2％為澳大利亞原住民。

## 外部連結
- 伍梅拉原住民企業 （页面存档备份，存于）